# Rhodocactus
Rhodocactus (лат.) — род многолетних цветковых растений семейства Кактусовые (Cactaceae). Все виды рода произрастают в центральной части Южной Америки. В отличие от большинства видов кактусов, род Rhodocactus имеет долговечные листья и полностью древовидную форму. Виды, относящиеся к этому роду, были первоначально отнесены к роду Pereskia, но молекулярно-филогенетические исследования с 2005 года показали, что Pereskia является парафилетическим, и в 2016 году род Rhodocactus был восстановлен для южных южноамериканских видов.

## Описание

Развитие ареолы и брахибласта у Rhodocactus

Как и все кактусы, виды Rhodocactus имеют суккулентную природу и специализированные структуры, ареолы, которые несут колючки. Rhodocactus отличаются от большинства кактусов тем, что имеют долговечные листья. Растут как деревья, высотой 3-7 м. Взрослые растения имеют стебли с корой, но её развитие задерживается, и все виды, кроме Rhodocactus nemorosus, сохраняют устьица. Ареолы видов Rhodocactus могут образовывать укороченные побеги (брахибласты). Ареола изначально образуется в пазухе листа (стадия А), который может быть потерян, оставив листовой рубец, и листья могут расти на ареоле (стадия B). Затем ареола может разрастись, образуя брахибласт, несущий листья (стадия C). Позже этот укороченный побег может образовать более длинный (но все ещё короткий}, имеющий свои собственные ареолы (стадия D). Цветки Rhodocactus имеют диаметр 3-5 см.

## Таксономия
Род Rhodocactus был первоначально описан как подрод Pereskia Элвином Бергером и был повышен до рода в 1936 году Фредериком Маркусом Кнутом. Позднее род был снова погружён в широко определённый род Pereskia. Молекулярно-филогенетические исследования с 2005 года показали, что при таком расширении род Pereskia не монофилетичен и состоит из трёх клад. К 2016 году каждая клада была признана отдельным родом, одним из которых является Rhodocactus. Только типовой вид из определения рода Кнутом, Rhodocactus grandifolius, принадлежал к кладе, переописанной как Rhodocactus. Остальные виды были в основном недавно перенесены из Pereskia.

## Виды
В род Rhodocactus входят следующие виды:
- Rhodocactus bahiensis (Gürke) I.Asai & K.Miyata
- Rhodocactus grandifolius (Haw.) F.M.Knuth
- Rhodocactus nemorosus (Rojas Acosta) I.Asai & K.Miyata
- Rhodocactus sacharosa (Griseb.) Backeb.
- Rhodocactus stenanthus (F.Ritter) I.Asai & K.Miyata
- Rhodocactus bleo (F.M.Knuth) F.M.Knuth
- Rhodocactus guamacho (F.A.C.Weber) F.M.Knuth
- Rhodocactus horridus (DC.) F.M.Knuth
- Rhodocactus lychnidiflorus (D.C.) F.M.Knuth
- Rhodocactus portulacifolius (L.) F.M.Knuth
- Rhodocactus zinniiflorus (D.C.) F.M.Knuth